# ホエル・サンチェス
ホエル・サンチェス・ゲレーロ（Joel Sánchez Guerrero 1966年9月15日 - ）はメキシコの競歩選手。シドニーオリンピックの50km競歩で銅メダルを獲得した。オリンピックには、1988年ソウルオリンピック、1992年バルセロナオリンピックにも出場している。日本にも来日経験があり、毎年4月に行なわれている全日本競歩輪島大会では男子20kmで2度優勝している。

## 主な記録
| 年   | 大会                   | 開催地                   | 結果     | 競技種目            |
| ---- | ---------------------- | ------------------------ | -------- | ------------------- |
| 1991 | パンアメリカン競技大会 | キューバ, ハバナ         | 2位      | 20km競歩            |
| 1991 | 世界陸上競技選手権     | 日本、東京               | 途中棄権 | 20km競歩            |
| 1992 | バルセロナオリンピック | スペイン, バルセロナ     | 21位     | 20km, 1時間30分12秒 |
| 1999 | パンアメリカン競技大会 | カナダ, ウィニペグ       | 1st      | 50km競歩            |
| 2000 | シドニーオリンピック   | オーストラリア, シドニー | 3位      | 50km, 3時間44分36秒 |